# Lycosa carbonelli
Lycosa carbonelli là một loài nhện trong họ Lycosidae.
Loài này thuộc chi Lycosa. Lycosa carbonelli được Costa & Capocasale miêu tả năm 1984.